# Ernita Lascelles
Ernita Lascelles Ranson (1er mai 1890 - 23 juin 1972) est une actrice, romancière et dramaturge britannique.

## Biographie
Elle est née de parents anglais au Chili. Elle étudie le théâtre avec Richard Boleslawski en 1923.
Elle joue à New York et à Londres. On la voit dans Beaucoup de bruit pour rien (1904), La Tragique Histoire du docteur Faust (1904), La Comédie des erreurs (1904), Love and a Half-Pence (1906), When Knights Were Bold (1907), L'Éventail de Lady Windermere (1911), The Miniature (1911), The Double Game (1912), A Gauntlet (1913), The Son and Heir (1913), Disraeli (en)(1914), The Philanderer (en) (1914), Plaster Saints (1914), When the Young Vine Blooms (1915), Gamblers All (1917), The Tragedy of Nan (1919), Polly with a Past (1919), The Madras House (1921), From Morn til Midnight (1922), Back to Methuselah (en) (1922), The Dice of the Gods (1923), The Living Mask (1924), The Mongrel (1924), Adam Solitaire (1925), Fanny's First Play (en) (1932), One Wife or Another (1933), The Silver Box (1935), et Murder with Pen and Ink (1935). Elle joue ensuite dans une production de Medée en 1944 à l'Université Columbia, mais un critique qualifie sa performance d'« épouvantable, bien qu'admirablement cohérente dans sa mauvaise interprétation ».
Son premier roman, The Sacrific Goat (1923), se déroule dans le monde du théâtre londonien, avec une actrice active comme personnage principal et un autre personnage inspiré de George Bernard Shaw.  Ses pièces de théâtre comprennent une farce, Listen to Me(1926), The Bride Confesses (1932), Oh Youth! (1934) et des pièces historiques Fire (1942), sur Thomas Cranmer,  et Lucretia (1927) , sur Lucrèce Borgia.
Elle épouse son compatriote britannique l'acteur Herbert Walter Ranson (-1970) en 1908.